# Даньцзянкоу
Даньцзянко́у (кит. упр. 丹江口, пиньинь Dānjiāngkǒu) — городской уезд городского округа Шиянь провинции Хубэй (КНР).

## История
Ещё во времена империи Цинь здесь был образован уезд Удан (武当县) округа Наньян (南阳郡).
В IV веке, когда северокитайские земли оказались под властью кочевников, сюда были переселены люди из округа Пинъян (平阳郡, сейчас эти земли входят в состав провинции Шаньси), и поэтому в 310 году часть уезда Удан была выделена в отдельный уезд Пинъян (平阳县); оба уезда входили в состав округа Шипин (始平郡). В 420 году округ Шипин был переименован в округ Цисин (齐兴郡), а в 547 году — в область Синчжоу; тогда же в её составе был образован ещё и уезд Цзюньян (均阳县). В 552 году область Синчжоу стала округом Фэнчжоу (丰州郡), а уезд Пинъян был присоединён к уезду Удан.
После объединения китайских земель в империю Суй округ Фэнчжоу был в 585 году переименован в область Цзюньчжоу (均州). После смены империи Суй на империю Тан уезд Цзюньян был в 625 году также присоединён к уезду Удан.
После основания империи Мин уезд Удан был в 1369 году расформирован, а его территория перешла под непосредственное управление областных властей. В 1476 году область Цзюньчжоу перешла в подчинение Сянъянской управе (襄阳府), в составе самой области не осталось ни одного уезда. После Синьхайской революции в Китае была проведена реформа структуры административного деления, в результате которой области и управы были упразднены; на территории, ранее напрямую управлявшейся областными властями, в 1912 году был образован уезд Цзюньсянь (均县).
1 октября 1949 года был образован Специальный район Лянъюнь (两郧专区) провинции Шэньси, и уезд вошёл в его состав. В 1950 году Специальный район Лянъюнь был передан из провинции Шэньси в провинцию Хубэй, где получил название Специальный район Юньян (郧阳专区). В 1952 году Специальный район Юньян был присоединён к Специальному району Сянъян (襄阳专区).
В июле 1960 года уезды Цзюньсянь и Гуанхуа были объединены в уезд Даньцзян (丹江县). В октябре того же года уезд Даньцзян был переименован в Гуанхуа (光化县). В июне 1962 года уезд Цзюньсянь был воссоздан.
В 1965 году Специальный район Юньян был воссоздан, и уезд вновь вошёл в его состав. В 1970 году Специальный район Юньян был переименован в Округ Юньян (郧阳地区). 
В 1983 году уезд Цзюньсянь был расформирован, а вместо него был образован городской уезд Даньцзянкоу. 
В 1994 году решением Госсовета КНР город Шиянь и округ Юньян были объединены в городской округ Шиянь.

## Административное деление
Городской уезд делится на 5 уличных комитетов и 12 посёлков.

## Экономика
В 1973 году была сдана в эксплуатацию ГЭС Даньцзянкоу, сооружение которой привело к образованию огромного водохранилища Даньцзянкоу. В декабре 2014 года был запущен Центральный маршрут проекта переброски воды с юга на север Китая, который берёт своё начало в водохранилище Даньцзянкоу, проходит через провинции Хэнань и Хэбэй, достигая городов Пекин и Тяньцзинь. Оператором проекта выступила компания China South-to-North Water Diversion Corporation Limited. Годовой объем воды, перекачиваемой по этой линии, составил в 2021 году 9 миллиардов кубометров.